# Why Can't I Wake Up with You
Why Can't I Wake Up With You è un brano musicale dei Take That, pubblicato nel febbraio 1993 come primo singolo estratto dal loro secondo album Everything Changes.
Il singolo ha ottenuto un discreto successo in tutta Europa.

## Tracce
1. Why Can't I Wake Up with You? (Radio Edit) – 3:38
2. Why Can't I Wake Up with You? (Live Version) – 4:07 – con Acappella
3. A Million Love Songs (Live Version) – 6:06